# Étienne Richaud
Pour les articles homonymes, voir Richaud.
Étienne Antoine Guillaume Richaud, né le 11 janvier 1841 à Martigues (Bouches-du-Rhône) et mort le 31 mai 1889 dans le golfe du Bengale, est un administrateur colonial français qui exerça notamment comme chef de cabinet du Gouverneur de l'Inde Française, Gouverneur de La Réunion et Gouverneur-général de l'Indochine Française.

## Biographie[1]
Né dans une famille noble martégale de marins pêcheurs, fils d'Antoine Marius Richaud et de Françoise Macarie Pistoye, Étienne Richaud aurait embrassé cette profession comme son frère cadet si ses parents n'avaient préféré lui faire poursuivre ses études, car, affecté par une forte myopie, ils jugèrent que c'était un handicap pour exercer ce métier. Il fut néanmoins inscrit au registre de l'Inscription maritime au cas où il opterait quand même ultérieurement pour les métiers de la mer.
C'est sa mère qui s'occupe de son éducation et, suivant un engouement pour la prêtrise à cette époque, elle le pousse dans cette voie. En attendant qu'il ait atteint l'âge d'être admis au Petit séminaire, elle juge bon de lui faire suivre des cours de latin.
Le jeune Étienne entre au Petit séminaire d'Aix-en-Provence au milieu des années 1850 où il traduit « avec enthousiasme Virgile, le premier poète latin ».
Mais Étienne, d'un caractère bien trempé, doté d'un verbe facile, et guère enclin à s'attendrir (il est surnommé en provençal « cagnóu »,), fait craindre au supérieur du Petit séminaire qu'il n'ait les qualités requises pour le sacerdoce et demande à ses parents de le retirer du séminaire. Il est alors admis à la Confrérie des Frères Pénitents Gris d'Aix où il obtient son baccalauréat après une première tentative. Il prépare ensuite sa licence de droit, passe avec succès le concours du Commissariat à la marine, et entre en 1861 dans cette administration alors qu'il a tout juste vingt ans.
C'est à La Réunion qu'il fait la connaissance de Georgina Geringer qu'il épouse à Saint-Denis le 18 juin 1864. Georgina meurt lors d'un voyage en mer le 19 avril 1870 et Étienne se remarie quelques mois après à Martigues avec Émilie Marguerite Dol.
Il est affecté comme secrétaire général à la Direction de l'Intérieur en Cochinchine en 1875 puis, en 1880, réussissant le concours, il est nommé Inspecteur adjoint des services administratifs des Colonies. Après avoir obtenu une dispense, il exerce la fonction de chef de cabinet du ministre du Commerce et des Colonies Maurice Rouvier dans le Gouvernement Léon Gambetta de novembre 1881 jusqu'à la chute de ce Gouvernement en 1882. Il retrouve alors son affectation précédente. Il est ensuite nommé Gouverneur de l'Inde Française de 1884 à 1885 puis Gouverneur de La Réunion du 11 octobre 1886 jusqu'au 16 décembre 1887.

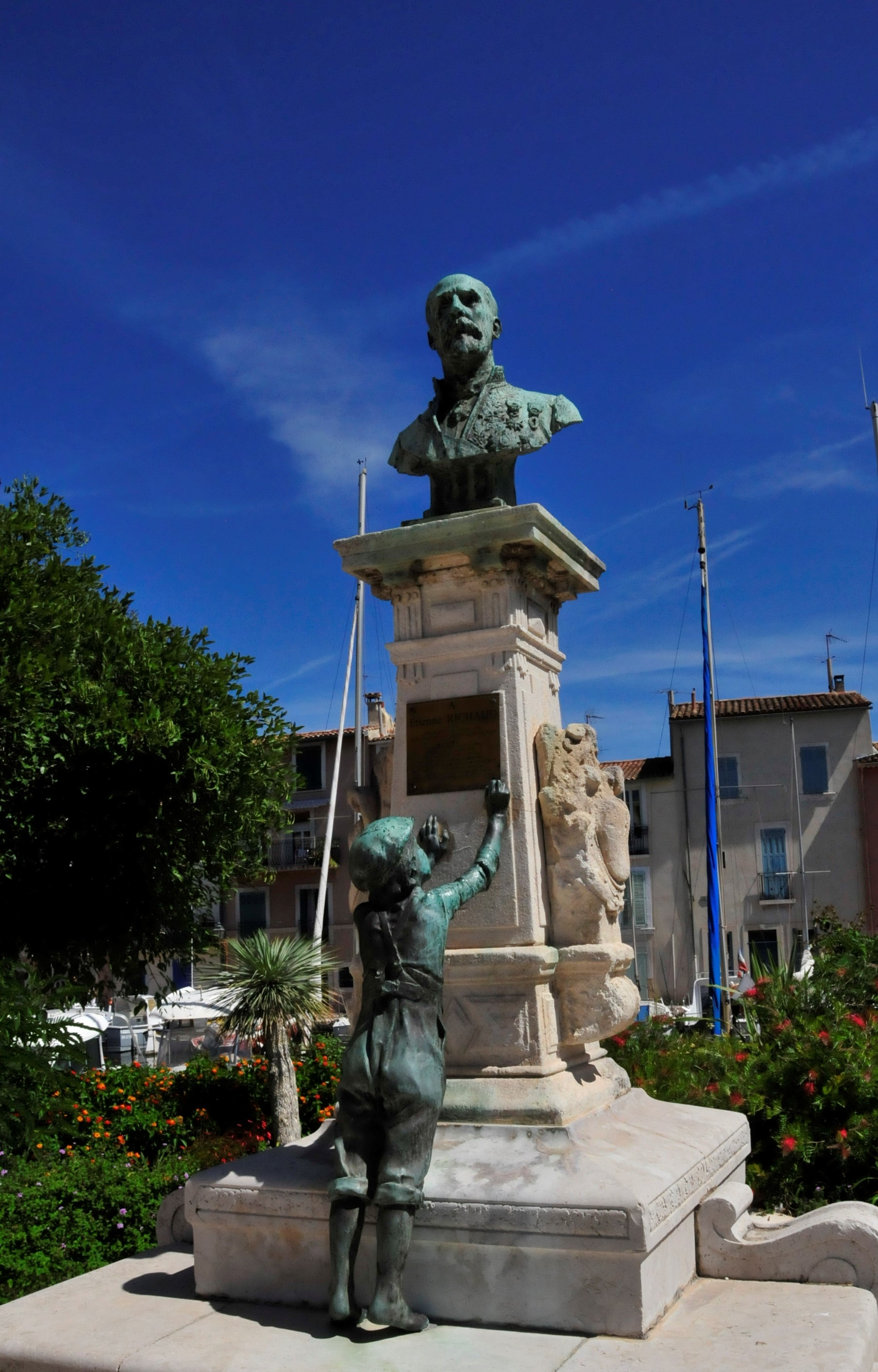
Monument érigé en hommage à Étienne Richaud à Martigues (Bouches-du-Rhône)

Il devient Résident général en Annam-Tonkin au début de l'année 1888 avant d'être chargé de l'intérim du Gouvernement général de l'Indochine puis, succédant à Ernest Constans, il est promu Gouverneur-général de l'Indochine Française en avril 1888. Mais pour avoir révélé en France la situation lamentable dans laquelle se trouve le Tonkin à cause de l'administration calamiteuse de son prédécesseur Ernest Constans (nommé, depuis, Ministre de l'Intérieur), il est rappelé en France en 1889 malgré les protestations générales et l'indignation de l'Indochine envers les procédés d'Ernest Constans. Mais alors qu'il vogue dans le golfe du Bengale vers la France, Étienne Richaud est atteint par le choléra et décède le 31 mai 1889 (à 48 ans) à bord du paquebot Calédonien. Il est le seul du Calédonien à avoir eu le choléra pourtant contagieux.
Étienne Richaud a été fait officier de la Légion d'honneur en 1885 .

## Postérité
En hommage, son nom a alors été donné à une rue de Saïgon, ainsi qu’à Hanoï.
À l'initiative du compositeur Ange Flégier, résidant à Martigues, un monument est érigé à sa mémoire et inauguré le 2 juillet 1899 devant l'ancienne prud'homie de sa ville natale et se trouve, de nos jours, sur une petite place du quartier de l'Île près du pittoresque  Miroir aux oiseaux. Pendant l'occupation allemande, en décembre 1943, le monument a été choisi par la résistance communiste pour rendre hommage à Gabriel Péri, un journaliste exécuté deux ans plus tôt et en 1944,  le buste et la statue ont été déplacé à Mimet afin de les préserver car l'occupant allemand souhaitait faire main basse sur les bronzes.
La Ville a également donné son nom à l'un des boulevards centraux du quartier de Jonquières.